# Poria flavicans
Poria flavicans är en svampart som först beskrevs av Petter Adolf Karsten, och fick sitt nu gällande namn av Sacc. & P. Syd. 1896. Poria flavicans ingår i släktet Poria och familjen Polyporaceae.   Inga underarter finns listade i Catalogue of Life.